# 山本麗菜
山本 麗菜（やまもと れいな、1990年11月10日 - ）は、日本の女性アイドル。

## プロフィール
- 茨城県出身。
- 血液型O型。
- 有限会社フラワーエージェント所属。
- FLOWER BOXとしてライブ活動中。
- 趣味はカラオケ/ローラースケート/犬と遊ぶこと/犬の御世話/走ること/ゲーム/コスプレ/アニメ
- 愛犬はチャビ、モモ、ももこ、モコ、くー、コン　他[1]
- 好きなアニメ、NARUTO

## 出演

### テレビ
- 中居正広の金曜日のスマたちへ（TBS）2013年

### Web
- みう&ぽんちゃんの部屋（シャテンTV）2013年3月19日
- みうみうの部屋（シャテンTV）2013年6月25日、7月3日
- PHOTOGENIC TV 2013年11月30日
- マイスマTV 2014年1月16日

### Live
- 秋葉原 LIVE STUDIO ROCKET GATE　2013年4月3日、6月19日、10月16日
- 渋谷CLUB CRAWL　2013年4月13日、5月11日、11月3日
- 池袋BigBangBox　2013年6月8日、9月29日、10月27日
- 大塚Deepa　2013年7月1日、8月6日
- 秋葉原 Studio PENTAGON　2013年7月31日
- 高円寺ロサンゼルスクラブ　2013年8月11日
- 渋谷エンタメステージ　2013年9月29日、12月21日
- 渋谷RUIDO K2　2013年11月17日
- 初台DOORS 2013年12月3日、2014年1月23日
- ミューズ・モード音楽院本館 2013年12月23日、2014年1月19日
- 秋葉原SIXTEEN 2013年12月24日
- CLUB CITTA'川崎 2014年1月2日
- 赤坂元気劇場 2014年1月14日
- 渋谷DESEO 2014年1月27日、
- 渋谷MILKYWAY 2014年2月2日
- 六本木Bee-Hive 2014年1月19日

### Other
- ZAK THE QUEEN2013 エントリーNO.49
- FLASHグラビア争奪バトル #4 エントリーNO.46